# کاژیمیش زیمنی
کاژیمیش زیمنی (لهستانی: Kazimierz Zimny؛ ‏ تلفظ لهستانی: [kaˈʑimjɛʂ]؛ ‏ زادهٔ ۴ ژوئن ۱۹۳۵) ورزشکار دو و میدانی اهل لهستان است.